# مهرجان ستوكهولم الدولي للأفلام
مهرجان ستوكهولم الدولي للأفلام (بالسويدية: Stockholms filmfestival) هو مهرجان سينمائي سنوي يقام في ستوكهولم عاصمة السويد. تم إطلاقه في عام 1990 ويقام كل عام منذ ذلك الحين خلال النصف الثاني من شهر نوفمبر.
يحصل الفيلم الفائز في قسم الأفلام الدولية على جائزة الحصان البرونزي، والذي يزن 7.3 كجم (16 رطلاً)، وبذلك يعتبر الحصان البرونزي هو أثقل جائزة فيلم في العالم. وهي أيضًا إعادة صياغة لأيقونة تصميم وطنية، حصان دالا السويدي، وقد صممها الفنان فريدريك سوارد.
ركز مهرجان ستوكهولم السينمائي الدولي منذ بدايته على دعم المواهب الجديدة من خلال المسابقات والمنح الماليّة. حيثُ أن ما يصل إلى ثلث الأفلام المختارة للمسابقة من إخراج مخرج جديد أو مخرجين قدموا أقل من ثلاثة أفلام.
في عام 2011 تم افتتاح "جائزة مهرجان ستوكهولم السينمائي للأفلام الطويلة" التي تمول فيلمًا روائيًا لمخرجة غير معروفة. يهدف مهرجان ستوكهولم الدولي للسينما إلى توسيع نطاق اختيار الأفلام في السويد بأفلام جديدة إبداعية ذات جودة عالية وتزويد المرشحين والضيوف بالتوجيه في الفيلم الحديث، وذلك من خلال الندوات والعروض الاحتفالية وفرص لقاء الممثلين وصانعي الأفلام خلال المهرجان، كما يسعى المهرجان إلى أن يكون نقطة التقاء مركزية لصانعي الأفلام وجماهير الأفلام في السويد.
ينظم المهرجان أيضًا ورش عمل متنقلة لأفلام الأطفال والمراهقين، وعروضًا لأعضاء المهرجان على مدار العام بالإضافة إلى مهرجان ستوكهولم السينمائي جونيور، وهو مهرجان سينمائي سنوي للأطفال والشباب خلال فصل الربيع. الهدف الرئيسي لمهرجان ستوكهولم السينمائي جونيور هو توفير الوصول إلى أفلام عالية الجودة من كل أنحاء العالم للجماهير الشباب، ويعتبر المهرجان رافد مهم للأفلام التي لولاها لن تصل إلى ذخيرة الأفلام الموجودة. جميع العروض مجانية لجميع الأشخاص الذين تتراوح أعمارهم بين (6-19) عامًا.
يستضيف مهرجان ستوكهولم السينمائي الدولي أيضًا السينما الصيفية منذ انطلاقه عام 1990، وهي سينما في الهواء الطلق مفتوحة للجمهور خلال شهر أغسطس في ستوكهولم. وقد أقيمت السينما الصيفيّة في أماكن مختلفة في العاصمة السويدية، على سبيل المثال استاد ستوكهولم الأولمبي ومتنزه بيرزيلي ورولامبشوفسباركين.